# Wyspiański wyzwala
Wyspiański wyzwala – polski album muzyczny wydany 23 czerwca 2008 przez Polskie Radio zawierający utwory nagrane przez różnych wykonawców do tekstów Stanisława Wyspiańskiego.

## Lista wykonawców i utworów
1. Pustki – „Wesoły jestem” (2:47)
2. Soyka – „O, kocham Kraków” (1:10)
3. White House (gościnnie Novika) – „Pociecho moja Ty, książeczko” (4:35)
4. Digit All Love – „W czyichże rękach byłem manekinem” (4:55)
5. Agressiva 69 – „Gdy przyjdzie mi ten świat porzucić” (4:36)
6. NOT – „Niech nikt nad grobem mi nie płacze” (3:04)
7. Kanał Audytywny – „O, kocham Kraków / Bądź jak meteor, jak błyskańce” (4:36)
8. Őszibarack – „Z i wg «Legionu»” (4:12)
9. dr.no (gościnnie Misia Furtak) – „Jakżesz ja się uspokoję” (3:16)
10. Hetane – „Nienawidzimy” (4:27)
11. WU-HAE – „Veni Creator” (5:09)
12. Hedone – „I ciągle widzę ich twarze” (3:43)
13. Linia – „Wesoły jestem, wesoły” (4:50)
14. Klim – „Ach, krzywdzisz ludzi” (3:30)
15. Pustki – „Jakżesz ja się uspokoję” (3:46)
16. Made in Poland – „Bądź jak meteor, jak błyskańce” (2:54)
17. Popupkiller – „Świata kształt” (3:23)
18. Los Pierdols – „Taniec Chochoła” (3:15)